# Trentepohlia candidipes
Trentepohlia candidipes är en tvåvingeart som beskrevs av Edwards 1928. Trentepohlia candidipes ingår i släktet Trentepohlia och familjen småharkrankar. Inga underarter finns listade i Catalogue of Life.